# 博比·温泽尔
鲍比·温泽尔（英語：Bobby Wanzer，1921年6月4日—2016年1月23日），美国NBA联盟前职业篮球运动员。